# Stefano Caldoro
Stefano Caldoro (Campobasso, 3 dicembre 1960) è un politico italiano, leader del Nuovo PSI. È stato presidente della Regione Campania dal 17 aprile 2010 al 18 giugno 2015.

## Biografia
Figlio del deputato Antonio Caldoro, laureatosi in scienze politiche, è giornalista e consulente d'azienda. Si autodefinisce craxiano, riformista e liberale, nonché influenzato da Filippo Turati e John Fitzgerald Kennedy. Dal 2020 è docente presso l'Università telematica Universitas Mercatorum.

## Carriera politica

### Gli inizi nel PSI
Ha iniziato la sua esperienza politica alle elezioni regionali in Campania del 1985, quando è eletto nel Consiglio regionale per la provincia di Napoli nelle file del Partito Socialista Italiano con 44.146 preferenze.
Alle elezioni politiche del 1992 viene candidato alla Camera dei deputati, tra le file del PSI nella circoscrizione Napoli-Caserta, risultando eletto deputato con 35.810 preferenze. Nella XI legislatura della Repubblica è stato componente della delegazione italiana all'Assemblea parlamentare del Consiglio d'Europa e dell'Unione Europea Occidentale.

### Nuovo PSI e governi di Berlusconi
Nel 1994, dopo lo scioglimento del PSI, decide di aderire al Partito Socialista Riformista, che si schiera con la coalizione del Polo delle Libertà.
Alle elezioni amministrative del 1999 viene candidato per il centro-destra alla presidenza della Provincia di Napoli, ottenendo il 38,7% e risultando sconfitto dal presidente uscente di centrosinistra Amato Lamberti (50,9%), in quota Federazione dei Verdi.
Nel 2000 viene designato come consigliere di amministrazione della Cassa Depositi e Prestiti.
Nel 2001 è tra i fondatori del Partito Socialista - Nuovo PSI, che aderisce alla coalizione della Casa delle Libertà a sostegno di Silvio Berlusconi. Dopo la vittoria alle elezioni politiche del 2001, nel governo Berlusconi II Caldoro viene nominato prima sottosegretario e poi, dal 30 dicembre del 2004, viceministro di Letizia Moratti al Ministero dell'Istruzione, dell'Università e della Ricerca.
Dopo il successo delle Europee del 2004 con il Nuovo Psi socialisti uniti per l'Europa con la costituzione del Governo Berlusconi III, viene promosso Ministro per l'attuazione del programma di governo, carica che mantiene dal 23 aprile 2005 fino alla fine della XV Legislatura nel 2006. Al V Congresso dell'ottobre del 2005 del Nuovo PSI, che sancisce una spaccatura perentoria fra due opposte fazioni, l'una guidata dal segretario nazionale Gianni De Michelis, favorevole a rimanere nella CdL, e l'altra da Bobo Craxi, favorevole a passare col centro-sinistra, Caldoro si schiera a sostegno del primo. Tuttavia, con il successivo svolgimento del consiglio nazionale, Caldoro è al centro di un "terzo fronte" all'interno del partito, che sceglie di stare con De Michelis per evitare altre spaccature, ma non ne condivide la linea politica. I due si astengono dal voto per la riconferma del segretario.
Alle elezioni politiche del 2006 si ricandida alla Camera nella lista Democrazia Cristiana - Nuovo PSI ed è eletto nella circoscrizione Campania 1.
Nella primavera del 2007 Caldoro contrasta la scelta di De Michelis di prendere parte al progetto Costituente Socialista insieme coi Socialisti Democratici Italiani, giungendo ad una divisione del partito. Nel giugno dello stesso anno viene eletto Segretario Nazionale del Nuovo PSI, assumendo successivamente, anche la direzione politica del giornale di partito Socialista Lab.

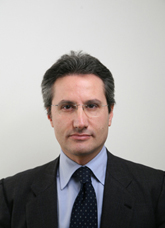
Caldoro rieletto alla Camera nel 2008.

Nel 2008, in occasione dell'annuncio da parte del leader del centrodestra Silvio Berlusconi della creazione di un nuovo soggetto unitario della coalizione Il Popolo della Libertà, aderisce fin dal principio al processo costitutivo del nuovo partito col Nuovo PSI. Alle elezioni politiche del 2008 viene candidato, in quanto Segretario Nazionale del Nuovo PSI, all'interno delle liste del PdL nella circoscrizione Campania 1 come terzo in lista dopo Silvio Berlusconi e Gianfranco Fini, viene eletto e aderisce al gruppo del PdL alla Camera. Con il suo Nuovo PSI è fra i fondatori nel marzo del 2009 del Popolo della Libertà e lui stesso fa parte della Direzione Nazionale del nuovo partito.
Nel 2011 diventa presidente del Nuovo PSI.

### Presidente della Regione Campania
Per la tornata elettorale regionale del 28-29 marzo 2010 viene candidato alla Presidenza della Regione Campania con l'appoggio dello schieramento di centrodestra formato da PdL, La Destra, UdC, UDEUR, Alleanza di Popolo, Noi Sud, Alleanza di Centro-Democrazia Cristiana e Lista per Caldoro Presidente.
Caldoro vince le elezioni con il 54,25% dei voti contro il 43,04% del suo principale sfidante, il sindaco di Salerno Vincenzo De Luca, del PD (Roberto Fico resta all'1,34% e Paolo Ferrero all'1,35%), portando il centrodestra al governo della Campania dopo dieci anni di governo del centrosinistra con il presidente uscente Antonio Bassolino. Il dato elettorale lo vede vincente in quattro province campane, ossia Napoli, Caserta, Avellino e Benevento, mentre nella provincia di Salerno vede una sconfitta, in particolare nel capoluogo, con il 72,5% dei voti a sostegno del suo principale sfidante Vincenzo De Luca. Il seguente 17 aprile è proclamato presidente dalla Corte d'Appello di Napoli. Appena eletto, per risanare il debito della Campania nomina assessore al bilancio il Generale della Finanza Gaetano Giancane, a capo dell'Asl di Napoli il Generale Maurizio Scoppa ed infine all'Asl di Salerno il Colonnello dei Carabinieri Maurizio Bertoletti.
Nel 2011 nomina a capo dell’azienda dei trasporti della regione, l'Ente Autonomo Volturno, Nello Polese, ex socialista ed ex sindaco di Napoli, coinvolto nella vicenda di Tangentopoli ma sempre assolto, nonché coordinatore delle strategie politiche e king maker della campagna elettorale di Caldoro del 2010. Sempre nello stesso anno approva assieme a Polese e l'assessore ai trasporti Sergio Vetrella una manovra che sopprime circa 40.000 corse tra treni e bus, riduce gli orari di esercizio da 5:00/22:00 a 7:00/21:00, e aumenta il costo dei biglietti, in particolare nel tragitto dalla costiera sorrentina a Napoli, il tutto per colmare un debito di 500 milioni di euro verificato dopo un servizio ispettivo del Mef a seguito dello sforamento dell'amministrazione a guida di Antonio Bassolino.
Nel 2012 delibera una norma "in materia di tutela e valorizzazione del paesaggio in Campania", introducendo il concetto di "ecoconto" oggetto di discussioni con le associazioni ambientaliste e culturali come Legambiente.
Il Nuovo Psi conferma il patto federativo con la rinata Forza Italia ed il 24 marzo 2014 diventa membro del Comitato di Presidenza del partito. Inoltre, viene eletto vicepresidente della Conferenza Stato-Regioni in quota centrodestra, in seguito all'elezione di Sergio Chiamparino alla presidenza (in sostituzione del dimissionario Vasco Errani).
Alle elezioni regionali in Campania del 2015 viene ricandidato alla presidenza della Regione per un secondo mandato, sfidando ancora una volta Vincenzo De Luca, candidato del centrosinistra, e la candidata del Movimento 5 Stelle Valeria Ciarambino. Caldoro viene sostenuto da Forza Italia, Fratelli d'Italia, Nuovo Centrodestra, Popolari per l'Italia, Popolari per il Sud, Noi Sud e le liste Caldoro Presidente, Mai più terra dei fuochi e Vittime della Giustizia e del Fisco, fondando la propria campagna elettorale su quanto fatto nei cinque anni di governo appena trascorsi. Il 31 maggio perde le elezioni regionali con il 38,38%, sconfitto da De Luca (41,15%) con uno scarto di soli 66.000 voti. Anche in queste elezioni Caldoro ottiene un vasto consenso in diverse province ma non in provincia di Salerno, dove De Luca primeggia ampiamente.

### All'opposizione in Consiglio regionale e terza candidatura alla presidenza della Regione
Nel giugno 2015 viene eletto consigliere regionale in Campania di diritto, essendo arrivato secondo alle elezioni regionali con il 38,37% dei voti, diventando leader dell'opposizione. Il 9 gennaio 2019 viene nominato responsabile del dipartimento Autonomie di Forza Italia. Nel novembre seguente viene indicato da Silvio Berlusconi quale candidato presidente del centro-destra in vista delle regionali del 2020 in Campania.
Il 22 giugno 2020 viene ufficialmente candidato per la terza volta dal centro-destra alle elezioni regionali in Campania, ottenendo l'appoggio anche di Fratelli d’Italia assieme alla Lega; è sostenuto anche da Cambiamo!, UDC, Nuovo PSI, Alleanza di Centro, Campo Sud, sfidando ancora Vincenzo De Luca, presidente uscente, e per la seconda volta Valeria Ciarambino dei 5 Stelle. Presenterà infine sei liste: Forza Italia, Lega, Fratelli d'Italia, Caldoro Presidente - UDC (con anche esponenti di Cambiamo! e del Nuovo PSI), Alleanza di Centro e "Identità Meridionale - Macroregione Sud". In quelle che diventano le terze elezioni regionali campane consecutive in cui le due coalizioni principali propongono gli stessi candidati, Caldoro ottiene il 18,06% dei voti e viene sconfitto largamente da De Luca, rieletto con il 69,48% dei consensi.

### Candidatura al Senato e l’abbandono di Forza Italia
Alle elezioni politiche anticipate del 2022 viene candidato al Senato della Repubblica nel collegio uninominale Campania - 04 (Napoli-Fuorigrotta), sostenuto dalla coalizione di centro-destra in quota Forza Italia, raccogliendo il 22,25% dei voti e venendo sconfitto dalla candidata del Movimento 5 Stelle Ada Lopreiato (41,47%) e superato di poco da quella del centro-sinistra, in quota Partito Democratico, Valeria Valente (25,35), risultando non eletto.
Agli inizi di novembre 2022 annuncia di lasciare Forza Italia, in polemica con la gestione delle nomine di ministri e sottosegretari del governo Meloni. La questione posta è "l'enorme problema politico" rappresentato dall'assenza del Sud, e dunque di esponenti meridionali del partito di Forza Italia, nelle principali cariche, i cinque Ministri e i due capigruppo in Parlamento. Il 17 novembre l'esecutivo nazionale del Nuovo PSI presieduto dal segretario nazionale Lucio Barani e dal presidente Stefano Caldoro hanno annunciato la fine del patto federativo con Forza Italia.

### Dimissioni da consigliere regionale e incarico di governo
Nel maggio del 2025, dopo essersi dimesso da consigliere regionale a febbraio, viene nominato consigliere della presidente del Consiglio Giorgia Meloni per le relazioni con le parti sociali: si occuperà di gestire contatti e incontri con le sigle sindacali e imprenditoriali.

## Vita privata
Caldoro è figlio dell'ex sottosegretario e deputato socialista Antonio "Tonino" Caldoro, nonché fratello di Alessandra.
Ha sposato Annamaria Colao, professoressa ordinaria di endocrinologia presso l'Università degli Studi di Napoli "Federico II", ed è padre di una figlia.

## Vicende giudiziarie

### Influenza della P3 per screditare la sua candidatura a presidente della Regione Campania
Nel luglio 2010 l'imprenditore Flavio Carboni, coinvolto a Roma in un'inchiesta che punta a scoperchiare una cupola che avrebbe avuto interesse nella gestione degli appalti sull'energia eolica in Sardegna, e che vede indagato anche il presidente PdL della Sardegna Ugo Cappellacci, è stato arrestato, insieme a Pasquale Lombardi, geometra ed ex esponente della Democrazia Cristiana nonché ex sindaco del suo paese di origine, in provincia di Avellino, e all'imprenditore Arcangelo Martino, ex assessore comunale di Napoli. A tali personaggi i pm romani contestano, inoltre, l'accusa di aver esercitato presunte pressioni sui giudici della Corte Costituzionale al fine di favorire la legittimità del Lodo Alfano, di aver sostenuto la riammissione della lista civica regionale "Per la Lombardia" (che appoggiava il candidato di centrodestra per le elezioni regionali del 2010 poi eletto presidente della regione Lombardia Roberto Formigoni) e, infine, di aver favorito la nomina a presidente della Corte d'appello di Milano del pm Alfonso Marra (poi, effettivamente, nominato a questa carica). Essi avrebbero favorito anche la posizione di Cosentino come candidato presidente di centrodestra per la Campania alle elezioni regionali del 2010. Avrebbero inoltre operato alla creazione di un dossier diffamatorio che avrebbe dipinto Caldoro, agli occhi dell'opinione pubblica, come frequentatore di transessuali. In una conversazione intercettata del 21 gennaio 2010 tra Arcangelo Martino e lo stesso sottosegretario, i due vengono ascoltati mentre convengono sul fatto che, malgrado le segnalazioni sui presunti e falsi scandali che avrebbero potuto coinvolgere l'aspirante presidente campano, i leader del Pdl insistono sulla candidatura di Caldoro alla Presidenza della Regione Campania.
Il presidente della Regione ha annunciato di essere pronto a revocare l'incarico al suo assessore all'Avvocatura Ernesto Sica, il quale, l'11 luglio, dopo un lungo incontro con Caldoro, ha ribadito la sua innocenza, salvo poi, sotto le pressioni da parte dell'ala finiana, rassegnare le dimissioni dal suo incarico.

### Inchiesta Coppa America
Il 22 luglio 2013 Caldoro viene indagato per abuso d'ufficio, assieme, tra gli altri, al sindaco di Napoli Luigi de Magistris e all'ex presidente della Provincia di Napoli Luigi Cesaro, nell'inchiesta sull'organizzazione dei preliminari dell'America's Cup. Il 13 marzo 2015 Cesaro viene prosciolto da ogni accusa, assieme a De Magistris e Cesaro, su richiesta del PM Graziella Arlomede e accolta dal GIP Luisa Toscano.

### Caso CLP
Successivamente ad una denuncia, nel marzo 2015 Stefano Caldoro viene indagato dalla Procura di Napoli per abuso d'ufficio nell'ambito di un'inchiesta sul trasporto pubblico locale riguardante la società di trasporti e raccolta rifiuti CLP, più volte interdetta per mafia e, infine, commissariata nel febbraio 2015 su richiesta dell'Autorità nazionale anticorruzione. La giunta regionale, presieduta da Caldoro, ha prorogato gli affidamenti degli appalti di trasporto pubblico alla CLP, quando questa era già stata raggiunta da due interdittive antimafia, quindi, secondo la procura, in contrasto con le leggi nazionali e comunitarie in materia di aggiudicazione dei contratti per il servizio pubblico.
Il procedimento successivamente venne archiviato dalla Procura di Napoli.

### Inchiesta sul servizio idrico
A dicembre 2023 viene inviato a deporre dalla Guardia di Finanza per presunte irregolarità che sarebbero state commesse dal 2013 al 2018 nella gestione del servizio idrico integrato e che avrebbero causato un danno erariale di circa 90 milioni di euro.